# Solange Macamo
Solange Laura Macamo est archéologue et maîtresse de conférences en archéologie et en gestion du patrimoine au Département d'archéologie et d'anthropologie, Université Eduardo Mondlane, Mozambique .

## Formation
Solange Laura Macamo étudie l'archéologie à l'Université d'Uppsala. Son sujet de recherche en doctorat est l'archéologie du Sud du Mozambique du XIIIe au XVIIIe siècle,. Ses travaux s’intéressent à la poterie du district de Massangir, où les variations de style de poterie reflètent la migration dans la région.
Elle travaille sur des sites d'art rupestre au Mozambique en les considérant comme des paysages culturels. Une zone géographique d'intérêt pour Solange Laura Macamo est le bassin du fleuve Zambèze.

## Carrière
L'un des axes majeurs de la recherche de Solange Laura Macamo est de mettre en avant le cadre théorique des «lieux privilégiés» et comment il peut être adapté au Mozambique. Cette recherche s'est concentrée sur des endroits tels que Manyikeni, Niamara, Songo et Degue-Mufa. Solange Laura Macamo est la première personne à introduire l'analyse sexospécifique dans la prise en compte des sites. Ses travaux reconnaissent Niamara comme une partie de la paire de sites où Niamara (sur une colline) représente le mâle et Magure (dans la vallée) la femelle. Ce travail se concentre sur les identités pré-coloniales basées non seulement sur les bâtiments en pierre, mais sur l'accès aux communications, aux ressources et à d'autres facteurs. 
Solande Laura Macamon travaille également sur l'archéologie des paysages urbains au Mozambique et plaide fortement pour la protection de l'archéologie sous-marine du Mozambique.
Solange Laura Macamo est co-chercheuse du projet «Rising From the Depths» financé par l'AHRC, en participant à la coordination régionale. Cette recherche explore le patrimoine côtier de l'Afrique de l'Est et consiste également à explorer le patrimoine textile de Katembe (en). 
De 2010 à 2016, elle est directrice nationale du patrimoine culturel et donne des conférences internationales sur le patrimoine culturel du Mozambique.
En 2007, Solange Laura Macamo réunit l'expertise portugaise et japonaise en matière de gestion du patrimoine pour construire un modèle afin de soutenir le site du patrimoine mondial, l'île du Mozambique. Une grande partie de son travail sur l'île porte sur la façon dont les communautés peuvent être impliquées dans la protection et l'interprétation de leur patrimoine culturel. Pendant son mandat de directrice, elle coproduit un rapport examinant vingt ans de progrès en matière de gestion du patrimoine culturel au Mozambique, reconnaissant ses enjeux et ses perspectives. En 2015, elle est déléguée à la 20ème session de l'UNESCO de l'Assemblée générale des États parties. 
En 2017, Solange Laura Macamo partage l'expérience de la construction de pratiques culturelles au Mozambique avec le programme «African Agendas». Dans son travail, elle reconnaît le besoin de durabilité dans leur pratique, l'importance du tourisme culturel et aussi que l'une de leurs principales priorités est la préservation du patrimoine contre la lutte armée du pays.